# Marble (Washington)
Marble az Amerikai Egyesült Államok északnyugati részén, Washington állam Stevens megyéjében elhelyezkedő önkormányzat nélküli település.
Marble postahivatala 1897 és 1943 között működött. A település nevét a közelben felfedezett márványról kapta.

## Fordítás
Ez a szócikk részben vagy egészben  a   Marble, Washington című angol Wikipédia-szócikk ezen változatának fordításán alapul.  Az eredeti cikk szerkesztőit annak laptörténete sorolja fel. Ez a jelzés csupán a megfogalmazás eredetét és a szerzői jogokat jelzi, nem szolgál a cikkben szereplő információk forrásmegjelöléseként.